# NGC 2379
NGC 2379 је лентикуларна галаксија у сазвежђу Близанци која се налази на NGC листи објеката дубоког неба.
Деклинација објекта је + 33° 48' 43" а ректасцензија 7h 27m 26,2s. Привидна величина (магнитуда) објекта NGC 2379 износи 13,5 а фотографска магнитуда 14,5. NGC 2379 је још познат и под ознакама UGC 3857, MCG 6-17-6, CGCG 177-18, ARAK 132, CGCG 177-18, NPM1G +33.0107, PGC 21036.